# Kawasaki T-4
Кавасаки T-4 (яп. 川崎 T-4,  англ. Kawasaki T-4) — японский дозвуковой учебно-тренировочный самолёт, разработанный компанией «Кавасаки» для Воздушных сил самообороны Японии.
Первый полёт прототип XT-4 совершил 29 июля 1985 года. Поставки в Воздушные силы Японии начались в 1988 году. На T-4 летает японская пилотажная группа Blue Impulse.

## История
4 сентября 1981 года компания «Кавасаки» была выбрана министерством обороны Японии разработчиком нового учебно-тренировочного самолёта по программе MT-X. Новый самолёт предназначался для замены Lockheed T-33A и Fuji T-1. Проект базировался на разработанном инженером Коки Исодзаки (яп. 磯崎 弘毅) самолёте KA-851. Проектирование нового УТС было завершено к октябрю 1982 года. Строительство первого прототипа началось в апреле 1984 года, а первый полёт прототип XT-4 (№ 56-5601) совершил 29 июля 1985 года. Всего было заказано четыре прототипа, которые были поставлены в течение декабря 1985 — июля 1986 годов.
Производство самолёта началось в 1986 финансовом году. Первый серийный T-4 совершил первый полёт 28 июня 1988 года. Первый самолёт в Воздушные силы самообороны был поставлен 20 сентября 1988 года. В производстве T-4 также участвовали компании «Мицубиси» и «Фудзи», имевшие по 30 % доли. Производство самолёта завершилось в марте 2003 года.
Всего к сентябрю 2000 года было заказано 212 самолётов, включая прототипы, последний из которых был поставлен в марте 2003 года. Большая часть самолётов поступила на вооружение 31 и 32 учебных эскадрилий 1 авиакрыла, базирующегося на авиабазе Хамамацу рядом с Токио. Пилотажная группа Blue Impulse (11-я эскадрилья 4-го авиакрыла) получила первый самолёт в 1994 году. Группа использует 9 самолётов T-4.

## Тактико-технические характеристики
Источник данных: Jane's, 2004.

Технические характеристики
- Экипаж: 2 человека
- Длина: 13,0 м
- Размах крыла: 9,94 м
- Высота: 4,6 м
- Площадь крыла: 21,0 м²
- Коэффициент удлинения крыла: 4,7
- Стреловидность по лини 1/4 хорд: 27° 30'
- База шасси: 5,1 м
- Колея шасси: 3,2 м
- Масса пустого: 3840 кг
- Масса снаряжённого: 5500
- Нормальная взлётная масса: 5730 кг
- Максимальная взлётная масса: 7500 кг
- Объём топливных баков: 2241 л + 4 х 454 л ПТБ
- Силовая установка: 2 × ТРДД Ishikawajima-Harima F3-IHI-30[англ.]
- Тяга: 2 × 16,37 кН

Лётные характеристики
- Максимальная скорость: 1038 км/ч (0,907 Маха)
- Крейсерская скорость: 0,75 Маха
- Боевой радиус: 1297 км
- Практическая дальность: 1297 км
- Перегоночная дальность: 1668 км (с 2 × 454 л ПТБ)
- Практический потолок: 14 815 м
- Скороподъёмность: 51,3 м/с
- Нагрузка на крыло: 357,1 кг/м²
- Тяговооружённость: 0,44 (229 кг/кН)
- Длина разбега: 665 м
- Длина пробега: 704 м
- Максимальная эксплуатационная перегрузка: + 7,33/-3 g

Вооружение
Отсутствует

## На вооружении
- Япония — 208 Т-4, по состоянию на 2012 год[2]